# مارتن تشيتندن
مارتن تشيتندن هو محامي وقاضي وسياسي أمريكي، ولد في 12 مارس 1763 في Salisbury, Connecticut ‏ في الولايات المتحدة، وتوفي في 5 سبتمبر 1840 في ويليستون في الولايات المتحدة. نشط حزبياً في الحزب الفيدرالي الأمريكي. وقد انتخب حاكم فيرمونت ‏ (23 أكتوبر 1813 – 14 أكتوبر 1815) وانتخب عضو مجلس نواب فيرمونت ‏ وانتخب عضو مجلس النواب الأمريكي ‏ (4 مارس 1803 – 3 مارس 1813).